# K隆星人
K隆星人是日本漫畫家吉崎觀音筆下作品《Keroro軍曹》中登場的虛構外星人。

## 特徵
1. 二頭身體格。
2. 成年K隆星人身體顏色是單色的，腹部、嘴角為白色；幼年K隆星人則有尾巴，臉部面積較大，而雌性的幼年外表會比雄性持續更久，眼睛外型也幾乎與雄性不同，而派駐前線的軍人則會接受年齡固定處理來凍齡。
3. 每個人在帽子和腹部上都存在著標誌（但也有例外）。
4. 身高、體重全部相同（身高55.5cm、體重5.555kg）。
5. 心智還小時皆保有蝌蚪尾巴，臉上的白色部分到達眼部（Tamama等人為幼年，雌性成年期則尾巴的部分比雄性晚更久消失）。
6. 因K隆星和地球時間不同的緣故，以致壽命遠高於地球人，壽命多數超過地球年齡好幾萬年以上，KULULU也表示他們離開K隆星的時間已經過了三百年。
7. 於濕度極高的環境下，會進入暴走狀態（就像醉了一樣），也會引來天敵Nyororo（動畫版原創物種，後來逆流到漫畫版），並被吸乾水分，所以K隆星人會塗上防濕液。
8. 生活方式和地球人（尤其是日本人）相仿，連幣值都和日圓相同，甚至面臨著比日本更嚴重的少子化問題。然而科技發達的程度遠超地球。
9. 跟地球人一樣有叛逆期，離開叛逆期的辦法如下：「親切對待」→「嚴厲對待」→「誘入歧途」→「用拳頭交談」→「唸出『叛逆期是沒有理由而來，沒有理由而離去的東西』」經過這五步後，K隆人即可離開叛逆期（參照動畫第171話）。
10. 原作漫畫中K隆軍軍人敬禮使用左手，而動畫則為右手。

## K隆軍人
- 下列內容中所提及的各軍階名稱及其上下順位，請參見日本軍銜條目。

### Keroro小隊
小隊成員以軍階排列：Kululu 曹長 > Keroro 軍曹 > Giroro 伍長 > Dororo 兵長 > Tamama 二等兵
Keroro 軍曹（ケロロ軍曹）
配音：日本→渡邊久美子；台灣→雷碧文；香港→方淑儀（有線電視）／張雪儀（第二季 DVD/VCD）／周文瑛（第一季、電影）→陸惠玲（第二季後）、許盈（代配）（無綫電視）
本劇中心人物。Keroro小隊的隊長，為侵略地球而來，寄居於日向家，和日向冬樹是朋友。身體為綠色，頭上戴著一頂黃色的飛狗帽，帽子上面有一顆紅色的星星，肚子上則有黃色的「K隆之星」，作为指揮官的證明。被夏美稱呼「傻瓜青蛙」。個性頗懶散，而且也貪財，因此常常會試著取悅桃華來獲得好處（動畫第30集）。在原作漫畫中強調他有著K隆軍中非常罕有的隊長資質，故被選上擔任K隆星先遣部隊隊長；Keroro自己也認為他是「出色的指揮官」（原作漫畫100話，動畫第142集）。不過在侵略藍星的表現上卻不怎麼出色，在許多時候被小隊成員評論缺乏「人望」。不過也有展現良心和責任感的時候，例如時常拯救地球的危機。在新年願望曾許過「希望所有小隊成員都健康」。動畫137集中將壽喜燒肉送給Giroro以及邀請Kululu吃。
身體為綠色，頭上戴著一頂黃色的飛狗帽，這頂帽子是由K隆軍隊提供的，如果丟失會被送上軍事法律會議（動畫第304集）。帽子上面有一顆紅色的星星，肚子上則有黃色的「K隆之星（☆）」，根據K隆軍隊，這是指揮官的證明。換句話說，被剝奪了這個☆的意思就是被剝奪了指揮官的身分。因此在動畫中，肚子上的☆差點被Syurara軍團奪取。那顆星彷彿是用「貼」的貼上去，必要時還會用膠帶固定（原作漫畫第15冊第120話）。在他的童年時期，他有時戴著沒有徽章和邊緣的黃色帽子，肚子上也有一顆☆，但在原作漫畫中表示這是複製品（動畫中未知）。當受到強烈衝擊時，它將變成黑色爆炸頭，因此對軍曹施加強烈衝擊可以用來區分Keroro的真偽。
伙伴為日向冬樹，所持有的多功能「Kero球」目前並由他長期保管。不過有時「Kero球」會返回Keroro手上。擅長做家事和組裝鋼彈模型，最害怕夏美，如果Keroro偷懶不做家事，夏美便會沒收他的鋼彈模型或將他打飛。目前寄住在日向家，動畫第8集用Kero球在地下室弄了個侵略用的秘密基地，但基地的最大功用是放置他最喜愛的鋼彈模型，動畫第143集還曾經因為擴建鋼彈模型展覽室而導致日向家下陷。另外也喜歡Geroro上尉（動漫中的Geroro艦長）的漫畫與電視作品，每一集都會試著錄下來，並購買各種周邊商品（動畫第33集）。使用蘋果公司的iMac G4（初期為iMac G3）來上網，原作漫畫初期曾經營名為「軍曹的部屋」的網站。和Gunpla。特別是，他非常熱中製作鋼彈模型（GUNPLA）。甚至在動畫第140集曾說，自己要像秦始皇以兵馬俑陪葬一樣，要蒐集一大堆鋼彈模型放在身邊，甚至不惜挪用侵略藍星的預算來購買。在動畫第157集中提及軍曹患有「由於嚴重的鋼彈模型症候群，對入侵的注意力明顯缺乏」。
由於在日向家每天都要做家事（不包括做飯），所以Keroro非常擅於打掃環境，動畫的第1集中，自稱為「宇宙中最強的清潔青蛙」；動畫的第39集也以「掃除指正糾察隊」及「新年大掃除總指揮」自居。同時，Keroro在動畫的第二季也揭露他曾經贏得許多宇宙比賽（劇中稱為「令人感到意外的過去」）。例如，太空餃子錦標賽冠軍，第556屆太空Nazonazo錦標賽冠軍，宇宙嚇一跳團子比賽冠軍（動畫第72集）、宇宙爆笑On air戰得到556KB的分數（動畫第219集）等。
興趣是上網及組裝鋼彈模型，由於太過沉迷，經常貽誤K隆軍交付之侵略藍星任務。受K隆星人追崇，摩亞喜歡他，多時扮女生。
Giroro 伍長（ギロロ伍長）
配音：日本→中田讓治、平松晶子（幼年）；台灣→吳文民、蔣篤慧（幼年）、 劉傑(幸運☆星)；香港→呂永林（有線電視）／陳偉權（第二季 DVD/VCD）／潘文柏（無綫電視）
Keroro小隊中最具軍人風格的角色，常把「大艦巨砲主義」掛在嘴邊，養主兼暗戀對象是日向夏美。個性熱血、天真浪漫。同時也非常魯莽，認為戰鬥力是侵略最重要，不過在小隊中內心裡藏著很深厚的K隆軍軍人自覺性。
他被稱為「戰場上的紅魔鬼」，可以隨時隨地召喚出各種射擊武器。動畫第95集提到，他曾得到K隆軍選拔射擊比賽中第一名，是小隊中的實力派戰將。但是Giroro不擅長文書工作。另外，如果失去了背帶，那Giroro的戰鬥力將大幅下降，甚至失去運動能力的平衡而容易跌倒撞牆，且原本百發百中的射擊技能也無法施展。另外在動畫第12集可得知，背帶裡面放有一張夏美的照片。原本的照片在動畫第79集意外失去，由平常受Giroro照顧的白貓替他重新拍了一張夏美的照片。同樣的照片在動畫第208集也有出現。身體為暗紅色。
他一直對不熱衷於侵略藍星的Keroro軍曹感到沮喪；不過另一方面，他對軍曹抱有深厚的同袍情誼，例如在動畫第10集Keroro遭受蛀牙外星人攻擊，與動畫110集Keroro莫名病倒時，Giroro的種種關心行為。
他在軍方的個人資料中寫道他沒有興趣（動畫第106集）。但實際上，他是一個極端的武器宅，他總是擦亮武器並在帳篷裡看武器雜誌，因此可以說他的愛好與武器有關。他也曾聲稱種植番薯（動畫第131集）是他的愛好，但事實不然，他只是因為夏美喜歡吃才種番薯的。在動畫第217集地下基地失火時，第一個想到要救出來的東西便是番薯。此外，在動畫中也可以看到他小時候是一個鐵道迷。當他在動畫第169集進行與火車有關的侵略作戰時，Giroro感動到流下眼淚。在動畫第124集也可以知道，他是銀河鐵路協會的成員，其會員編號為99,999,999。動畫192集中，當他拿起售票口剪刀，便會回憶起童年。動畫第217集曾跟複製機器人一起討論鐵路話題。
他擁有酷酷的外表，純情的內心。由於他曾被日向夏美擊敗，因此對具實力的她有好感，時常默默在背後為夏美排解困境，甚至在動畫第142集表示夏美和侵略藍星同等重要。然而他的戀愛能力卻出奇地低，時常妒忌夏美所愛慕的睦實學長與同樣愛慕夏美的小雪（如動畫第66集）。動畫中害怕海參（首次出現在動畫第123集），且Giroro在動畫中時常被Kululu作為實驗樣品或惡作劇的對象（動畫第12集、動畫第30集、動畫第38集、動畫第81集、動畫第89集、動畫第104集、動畫第147集、動畫第194集、動畫第205集）。在動畫第89集甚至被定位為「被惡搞的小咖」。
Tamama 二等兵（タママ二等兵）
配音：日本→小櫻悅子；台灣→林美秀；香港→林元春／王夢華（第二季 DVD/VCD）／黃紫嫻（劇場版決戰水著兵團、天空大作戰）
Keroro小隊最年輕的隊員，小隊成立時才被分配進來，因此他不會出現在Keroro的童年故事中。養主是西澤桃華，最愛吃零食。據說擁有雙重人格，平常笑臉迎人，自稱是小隊中「Cute and lovely」的角色，但一激動起來就會暴走。這點與桃華類似但並不相同，因為Tamama並沒有明顯的獨立人格，他只是特別容易表現出憤怒和嫉妒的情緒。單純狀態的他相信聖誕老人的存在（原作漫畫第29話），享受雪戰（原作漫畫第32話），且對在游泳池玩耍（原作漫畫第48話）感到興奮，表現出小孩般的性格。
名稱乃取至日語的蛋。說話時習慣在句尾加上「的說（ですぅ）」（在無綫電視會說成Tama）。體色為藍黑色，肚子與額頭的符號為兩個平行四邊形，一為綠，一為黃。記號代表「新手」之意。最年輕的隊員（仍為幼年期K隆星人），還有蝌蚪的尾巴。但於108話被人生有二次槍射中時，只有尾巴消失，臉部並沒有像一般成年K隆星人一樣改變。這是因為在派駐地球前已接受過K隆軍的年齡固定處理，所以雖然外觀比Taruru年輕，但實際上他較為年長。像小孩子一樣愛吃甜點零食（尤其是蛋糕、可樂、洋芋片），於動畫第51集得知Tamama的血糖值過高，而於動畫第157集得知Tamama罹患糖尿病風險偏高（因為太愛吃糖了）。於動畫第170集得知Tamama不擅長閱讀漢字（由他閱讀報紙中得知）。
Tamama非常喜歡Keroro，經常去日向家找Keroro。但因安哥爾·摩亞也同時喜歡Keroro，所以Tamama十分妒忌她，並稱她為「那個女人」。於動畫第22話Tamama曾意外擔任過小隊隊長，但他的指揮能力並不出色。另外他喜歡在晚輩面前擺架子，例如原作漫畫第36話（動畫第30集）他在Taruru三等兵面前以貶低他人來誇大自己的能力，以期望獲得晚輩的崇拜。最後他因自己的惡意言論而被Giroro、Kululu、桃華和波爾制裁（在動畫中添加了Dororo，夏美和冬樹）。在原作漫畫74話（動畫42集）教一位國小男童足球，並自稱為蝌蚪神仙。在動畫102集Tamama被Taruru打敗而被改稱作「學長」，動畫102集重新取勝，再度被稱為「師傅」。於171話中叛逆期到來的Tamama用語及態度都比平常的妒忌型態更為惡劣。於動畫第225集中得知，Tamama害怕清澈而亮晶晶的水色，原因是澄澈晶亮的事物會突顯自己幼稚又陰沉的個性。
具有格鬥家的精神，每天都會鍛鍊身體。在動畫第21集在鄉下與宇宙甲蟲進行格鬥對決。擁有的絕招為Tamama衝擊波。這個絕招最常出現，施展方式為「雙臂向後傾斜45度，雙腳向兩旁伸展38度，身體後仰13度（動畫第77集）」、超空間移動（只出現在原作漫畫）、Tamama擴散衝擊波（動畫原創）、嫉妒玉，首次出現在原作漫畫第68話。一種強大的能量球，能量是來自世界各地的嫉妒和本人的嫉妒。Tamama本人的感受在球的表面以文字表示。等。在動畫第77集曾忘記如何使用Tamama衝擊波，因此使身體裡累積太多妒忌能量而差點自爆。他有行動電話，於動畫161集（台版）中Tamama之電話答鈴為「蛙有夠勇」（台語）。
雖然經常被安哥爾．摩亞的默示錄擊擊飛，但於動畫第266話中，為了得到Keroro的吻，對安哥爾．摩亞使出長久積怨下所形成的嫉妒玉，能夠比默示錄擊的威力還要強。
Kururu 曹長（クルル曹長）
配音：日本→子安武人；台灣→黃天佑；香港→陳冠宏（有線電視）／黎家希（第二季 DVD/VCD）／雷霆、蘇強文（代配）（無綫電視）
Keroro小隊的作戰參謀，養主是北城睦實，但與Keroro等人一起居住在日向家的地下基地（從原作漫畫第28話開始）。個性陰險，是個笑聲陰濕的發明家，他發明的東西一定會為人帶來麻煩，但科技問題難不倒他，也常發明出非常實用的物品。
名稱來源自日語的旋轉，頭上戴的耳機可用作插電腦傳輸線、散播電波或通訊。Keroro小隊的軍師兼高階通信參謀。體色為黃色，戴著螺旋狀的古怪眼鏡，因此看不到他的眼睛表情（眼睛極可能為紅色，因為他變身為月島Kulu子時眼睛就是紅色的）；帽子上的記號為漩渦狀的圖形。耳機中藏有一對能發出使人痛苦聲波的天線，也可發出洗腦電波（能夠消除他人記憶，但並不常用），也可伸出可以直升的螺旋槳（只在劇場版2用過）。眼鏡可以變成手電筒。喜歡「ku～kukuku（くーッくッくッくッ）」地偷笑和冷笑；另有一口頭禪「もちコース(Of Course)」。即使憤怒也不會給予對方當頭棒喝，總是「ku~ ku~ ku~」的笑著，然後趁敵人不注意時再給予意想不到的攻擊。
因為名字與「966」的日語發音接近，所以經常在自己的物品加上「966」的標記。雖然個性超令人討厭，但是要幫忙時他還是會幫忙，只是他不會正面回應給對方知道。由於是小隊技術擔當，Keroro每次的侵略行動幾乎都要Kululu幫忙製作道具。在動畫的第51集中，他備份了被消除記憶的地球人的記憶，並交由Keroro將其復原。漫畫與動畫中皆稱呼Giroro、Dororo為學長，由此得知他比Keroro、Giroro與Dororo年輕，但軍階卻是全隊最高的。年輕時已是天才發明家，專長是發明資訊科技和各式用品，拿出道具時還會模仿漫畫《多啦A夢》。漫畫83話提及他曾以史無前例的速度升為少佐(＝少校)，但因惡意操弄軍方情報而被降級為曹長。在動畫第108集表示他有一座用來進行各種實驗的島嶼。個性極度陰險、陰濕、陰暗，但對摩亞純真的笑容沒有抵抗力（動畫第28集、動畫第83集）。動畫第44集曾經為了想測試新的發明而把大家都騙出門。動畫第83集曾假意幫助日向家的人，事實上是在對他們惡作劇。動畫第83集曾意外被變成小嬰兒，猶如惡魔般的各種白目行徑讓大家相當頭痛。動畫第47集，假裝要給夏美DANCE☆MAN的演唱會門票，實際上來的卻是逃舞超人DASONU☆MASO。動畫第214集，在Keroro與小隊為侵略藍星而煩惱之際，Kululu獨自離隊計劃了一連串行動，先加入西澤集團成為營業顧問，然後以極快速度令其事業席捲全球，最後更成為聯合國秘書長，其後訂立了國際咖哩日，然後再立即辭職。疑似有著偷窺的癖好，喜歡拿著V8攝影機偷拍人群，並製成影碟出售或收藏。其中絕大部分的內容為日向秋和日向夏美的私生活。
最愛吃的食物是咖哩飯，動畫第118集曾煮出令大家讚不絕口的咖哩飯。甚至還會以咖哩泡澡（動畫第118集、第234集、第269集、第330集）。在動畫第151集中，將情人節巧克力製作成超辣咖哩口味。在動畫第227集中，他遠赴橫須賀去吃咖哩。
幼時體色原是淺藍色，當年撿到把幼時Keroro、Giroro等人困住的Kero球，聽到裡面的Keroro求救，Kululu便要求要請他吃一世咖哩飯。Keroro得救後守諾言，用Kero球變出超大咖哩飯，但因為太大而壓在kururu身上。浸泡在黃色的咖哩後，Kururu變成現在的樣子（電影：小kero kero球的祕密）。若遭受傷害時眼鏡會破裂，並會一邊做出尋找眼鏡的動作一邊說「眼鏡…眼鏡呢…」。
Dororo 兵長（ドロロ兵長）
配音：日本→草尾毅；台灣→劉傑、龍顯蕙（幼年）；香港→楊耀泰（有線電視）／何偉誠（第二季 DVD/VCD）／梁偉德（無綫電視）
身為精鋭部隊的兵長，目前與女忍者東谷小雪一起生活。原作漫畫中住在日向家隔壁，而動畫中則是居住在內東京市郊外的水車木屋。身體顏色為藍色，眼睛為淺藍色。帶著忍者面罩以及頭巾，且就連進食時也不會把面罩拿下來。帽子上和肚子上分別有紅色和黃色的十字手裡劍記號。背後揹著一把刀，但是他從來沒有真正殺死過人或動物，都只是用刀背擊暈對手。不過當對手持有槍械或機器人，他會俐落地將其斬斷。在遇到小雪之前Dororo還叫做Zeroro，他戴著防毒面具，且被小雪誤以為是河童。他開始學習地球的忍術並深深地被地球美麗的大自然所吸引，因此成為愛好和平與環保的人，並改名為Dororo（動畫第98集）。個性是活力而溫柔，常被人說是有「心靈創傷」。
由於容易被別人遺忘，使得他相當晚才與Keroro小隊團聚（原作漫畫第55話，動畫第13集）。但當被毒蛇（Viper）抓獲時，小隊的其他人立即趕來救他；並順著他的意思不採用強硬的侵略手段，進行了和平的「讓城市開滿花吧大作戰」（動畫第14集）。因為他熱愛地球，所以他很少參與侵略地球的作戰，有時會在會議的座位上放一塊印有自己圖片的木板，並只參與自己認為是和平的活動。同理，當地球將要被侵略作戰或Keroro的個人行動而摧毀時，Dororo經常出面阻止。在不參加入侵戰略會議的時候，他總是認真地與小雪一同在小鎮上巡邏；或是在基地上種植無農藥的蔬菜，並撿拾垃圾。Dororo還制止敵對宇宙人針對地球及其人民的邪惡行為（動畫第13集）。
雖說對於侵略藍星很不贊同，但依舊領著K隆軍給的月薪，若Keroro沒有按時轉匯他會相當在意。
Dororo原名Zeroro，幼年是戴著口罩，小時候家境相當富裕。與Keroro和Giroro是童年時代的朋友，從小就一起玩耍。存在感十分薄弱，因此常被Keroro等人無意間遺忘，小時候經常因被忽視而哭泣，心靈也因此比較脆弱。當他轉學到Keroro的學校時就與軍曹開始熟識（從原作漫畫第140話，動畫第336集）。但是Keroro經常欺負Dororo，並使之累積很多心靈創傷。然而動畫第132集也表示，Dororo之後會當暗殺兵與Keroro也有相當大的關係。當時Keroro要求Zeroro站在鞦韆上做360度旋轉，而後漂亮地安全降落在地面上。Keroro告訴Zeroro，他這樣的身手絕對可以成為一名優秀的暗殺兵。家庭成員包含父母和一個弟弟，但是父親和弟弟沒有出現在主要故事中（只有剪影，出現在Dororo的故事中），媽媽也戴著口罩。
他屬於K隆軍團秘密特遣隊「X1（也稱為吸血部隊）」，有一段時間經歷了同儕互相殘殺的殘酷訓練（動畫第189集）。且因為有經過暗殺訓練，身體並不怕麻醉或毒藥（動畫第48集）。亦是宇宙第一武術大會的七連霸紀錄保持者。招式有：「零次元斬」、「暗殺兵術：鑑定眼力」、「Dororo忍法·手裡劍陣」、「Dororo忍法·流星斬」「鬼式」等。當他想起過去被欺負的回憶，心靈創傷開關會打開，此時Dororo便會失去戰鬥能力。心靈創傷開關的等級由1到7，到7時便不能恢復（動畫第64集）。動畫第222集Keroro小隊到鄉下外婆家並沒有叫上他；動畫第224集大家前往外星人街新開張的度假村也沒有找他；動畫第228集據說Keroro與Giroro在幼年訓練所畢業的前一天一起去吃拉麵，唯獨漏了Zeroro。動畫中336集Dororo兵長的同儕Zoruru兵長曾來找他要分出高下。

#### Keroro第貳小隊
新Keroro（新ケロロ）
配音：日本→悠木碧
新Keroro為「Keroro第貳小隊」的隊長兼唯一的隊員，在K隆軍的軍銜中為軍曹，是「伽瑪星雲第58號行星·宇宙侵略軍特殊先遣部隊第貳隊隊長」。
K隆星近百年來唯一一位新誕生的K隆星人。
目前寄住在火之原燈家，好奇心旺盛。尾巴為圓形，對濕氣沒轍且不會游泳。
身為第貳小隊的隊長，單人就擁有一個小隊程度的戰力。但其實是因為他是K隆星這一百年來唯一入軍的K隆兵，最高司令於是讓新Keroro習得此能力，以解決目前的困境。
（動畫版只有在New!keroro軍曹中才出現的角色）
- 轉換型態（將腹部的☆徽章轉到特定角度，能變換基本型態之外的四種型態）
  - Giroro型態（G-STYLE）→擁有Giroro的能力，精準操控任何武器。
  - Tamama型態（T-STYLE）→擁有Tamama的能力，高階格鬥和摶擊戰鬥力。
  - Dororo型態（D-STYLE）→擁有Dororo的能力，暗殺者技能及刺客本領。
  - Kululu型態（暫時稱呼，K-STYLE）→擁有Kululu的能力，有著高明的發明能力，但副作用是會有同樣的陰險笑法。

漆黑之星（ブラックスター）
為內存新Keroro的K隆之☆中的資料，因為擁有了自我意識而有實體，身體與個性由內建管理資料的自律程式模仿新Keroro組成。
眼神兇惡個性好戰，且戰鬥能力高強，甚至能瓦解對地球(舊)藍星人用的強化型態，但個性十分好強且很愛面子。
能夠讀取物品資料，就算是廢棄物品也能利用資料復原。
肚皮上的K隆之☆為黑色且倒轉，表示無法在寫入新的資料。
目前以奪取Keroro（新）的身體為目標。

### Galulu小隊
Galulu中尉（ガルル中尉）
配音：日本→大塚明夫；台灣→王希華；香港→蘇強文→黃啟昌
Galulu小隊的隊長，軍階為中尉，Giroro的哥哥，是一位出色的軍人，槍法亦在Giroro之上，早在Keroro等人小时候，已有「K羅門的Galulu」之稱。性格冷酷、不苟言笑，與初登場的Giroro性格很相似，動不動騙人、扔炸彈。非常疼愛Giroro，常訓斥其選錯武器，實則用心良苦，故意以壞人的角色逼Giroro成长。
Taruru上等兵（タルル上等兵）
配音：日本→渡邊明乃；台灣→錢欣郁；香港→曾秀清
Galulu小隊的上等兵，Tamama的徒弟，稱呼Tamama為「Tamama師父」。
第一次來到地球時還是幼年期K隆星人，尚未加入K隆軍的Taruru十分尊敬Tamama，經常稱呼Tamama為「師父」，後来一度因自身職位較高而得意忘形地改稱「學長」，為此遭到Tamama狠狠的教训，招式為「Taruru大屠殺」，之後更進化到EX和GX。
Tororo新兵（トロロ新兵）(外號小屁孩)
配音：日本→山口勝平；台灣→吳東原；香港→陳卓智
Galulu小隊的一位少年駭客。
愛吃零食的他有著很強的電腦知識，很輕易地入侵了地球的電腦，使全地球處於停滯狀態，後来被Kululu揭曉該方法是模仿其過去使用的方式，故而被其打敗。
似乎與Kululu有些過節，據傳是Kululu還在K隆軍時一直常常向他挑釁的死小鬼，故特别來地球一雪前恥。
Zoruru兵長（ゾルル兵長）
配音：日本→矢尾一樹；台灣→孫誠；香港→黎景全→曹啟謙
Galulu小隊的暗殺兵，曾經是K隆軍特殊部隊X1的成員，與Dororo同梯受訓。
可從手部伸出長刀，並可使出絕招「零次元斬」（Dororo也擁有此招式）。
似乎與Dororo有些過節，加入K隆軍以及不惜冒險來到地球，也都是為了尋找Dororo報仇。本身存在感相當薄弱，Dororo對他毫無印象，令他大受打击。
Pururu護士長（プルル看護長）
配音：日本→雪野五月；台灣→楊凱凱；香港→鄭麗麗→陳凱婷
Galulu小隊的護士長，是Balili准尉有好感的相親對象。是Keroro、Giroro、Dororo的青梅竹馬。
曾與摩亞爭奪Keroro。如果被人叫「老太婆」、「阿姨」或「歐巴桑」「瘋婆子」（台版動畫）的話，就會沮喪地自言自語。
小時候Keroro不停帶給她非常多的麻煩卻十分快樂的回憶，因某些原因特別喜歡打針。

### Syurara軍團
（註：軍團的人物角色皆由特刊《Keroro Land》的讀者投稿產生，設定為K隆軍特殊部隊、實驗部隊出身成員所組成的職業軍團。其任務是在Keroro來到地球時不斷監視他們，和消滅整個小隊。）

Putata（右）和Mekeke（左），號稱「必殺工作者」（無線電視譯作秘密工作者）。

- Syurara（ 　配音：日本→若本規夫；台灣→劉傑；香港→陳欣→馮錦堂）

戰鬥型K隆星人，本名為Shirara，身體右半邊為綠色，左半邊為紫色。戴著一副裝甲，配有右半邊為銀色，左半邊為金色的雙斧形頭盔、金銀盾牌和錐形刀。說話時的語氣十分雄壯。和Keroro同年，小時候被Keroro欺負，後來成立Syurara軍團以向Keroro復仇。頭上戴的頭盔為K隆軍指定特A級危險物品21號的KERO頭盔，據說會定格年齡，所以解除後的Shirara還是幼年型態的，角色造型曾刊登於《Keroro Land Vol.7》的封面，同時亦設定參與「那個時候的Keroro軍曹」系列。
- Putata（ 　配音：日本→利根健太朗；台灣→劉傑；香港→李錦綸）

在動畫版159話和161話登場。與Mekeke一起登場。塗鴉型K隆星人，以「迷樣的塗鴉K隆星人－Putata」或「街頭藝人的Putata」身分登場。戴著造型特殊的青紫色帽子，帽子、臉頰右半邊、肚皮上都有手裡劍記號。發動攻擊前曾調查Keroro小隊成員的弱點，然後先用右手拿著畫筆描繪出每個人喜歡的東西，再用左手兩指摩擦打拍子，讓描繪出來的圖案實體化，使他們被吸引而分心。畫筆外表為水彩筆，以Nyororo為本體製成，自K隆星人身上吸取水分作為顏料的原料，顏料用完時可以直接吸取K隆星人的水分補充。個性相當輕浮，總是保持著很興奮的情緒。畫出來的圖案十分真實，還被日向秋讚賞過。角色造型曾刊登於《Keroro Land Vol.5》的封面，同時亦設定參與「那個時候的Keroro軍曹」系列。
- Mikiki（ 　配音：日本→長；台灣→吳文民）

在動畫版159話和161話登場。與Putata一起登場。人偶操縱型K隆星人，以「迷樣的傀儡師K隆星人－Mekeke」或「超級活動木偶的Mekeke」身分登場，對於操縱敵人的行動及心理很有一手。與Putata共同接近Keroro小隊，輕易地透過操縱Kululu的方式，讓Keroro小隊成員鬧不和，再利用各種手段，將眾人玩弄於股掌之間，用盡各種招式的Dororo也無法打敗他。但後來卻被623用噴漆輕易破解，外型看似木頭人的身體原來也是「人偶障眼法」，真正的本體其實一直躲在天花板，失去人偶掩護的Mekeke只好連忙逃走。真正的樣貌在185話初時出現。角色造型曾刊登於《Keroro Land Vol.11》的封面，同時亦設定參與「那個時候的Keroro軍曹」系列。
- Giruru（ 　配音：日本→安井邦彥；台灣→黃天佑；香港→雷霆）

在動畫版159話和169話和177話登場。177話與Dokuku一起登場。液體K隆星人。只有左眼，頭和肚皮上都有逗號反轉的記號。身體為水藍色，可以隨意改變形狀。可以利用自己的極大衝擊力，令對方都變成液體狀態。能夠抵擋熱能攻擊，卻不能抵抗令液體凝固的武器，是Dokuku的兄長。曾經攻擊Giroro和夏美，最後被Giroro用食物凝固粉固體化並制服。曾被Keroro小隊禁錮於秘密保險箱中，後來被Dokuku救出，並給他說服退出軍團。角色造型曾刊登於《Keroro Land 春天號》的封面，沒有參與「那個時候的Keroro軍曹」系列，原名Geruru。
- Dokuku（ 　配音：日本→草尾毅）

在動畫版159話和177話與Giruru一起登場。氣體K隆星人第一號。只有左眼，右手鑲著鐮刀，Giruru的弟弟，曾一度被誤會為幽靈。無法說話，要鑽進別人身體裡才能操縱那個人，表達意思。因為Syurara給的薪水讓他不滿意，所以說服兄長一起退出Syurara軍團。做錯事時一定要全體道歉，鑽到每個人的身體後才肯罷休。角色造型曾刊登於《Keroro Land Vol.2》的封面，同時亦設定參與「那個時候的Keroro軍曹」系列。
- Robobo（ 　配音：日本→園部啟一；香港→陳卓智）

在動畫版185話登場。機械人型K隆星人，有M、D、E、P四部不同種類的Robobo，動畫版暫時出現了RoboboM（兄）和RoboboD（弟）。耳朵有一雙乾電池，身體為灰色，腳是磁鐵，手也是磁鐵（或是鑽頭），能把人機械化，RoboboM曾把Keroro等人機械化，被Dororo打敗後，又出現了RoboboD，最後被Keroro小隊ROBO打敗。角色造型曾刊登於《Keroro Land 春天號》的封面，同時亦設定參與「那個時候的Keroro軍曹」系列。
- Nuyiyi（ 　配音：日本→間宮胡桃；香港→鄭麗麗）

在動畫版159話和188話與Gyororo一起登場。以「縫紉女孩」身份登場。體色是橙色，肚子和額頭有像鈕扣一樣的記號。她本是K隆星的一個布娃娃，後來被主人扔掉之後再由Syurara注入靈魂。Nuii本是天真無邪的布娃娃，由於被Gyororo操縱所以變得能攻擊。曾把Keroro等人布娃娃化（Keroro和夏美除外）。因為她的樣子與夏美小時候擁有的布娃娃十分相似，所以夏美把Nuyiyi帶回家中收養，並把蝴蝶結戴上她的頭上，被夏美稱作「小熊熊」。當Gyororo操縱Nuii把夏美變成布娃娃的時候，Nuii想起夏美親手為自己戴上的蝴蝶結，所以沒有攻擊夏美，反而用盡渾身的力量阻止Gyororo。Gyororo被擄後，夏美以針線將她修補好，最後與夏美在夜晚的河堤上想起了原主人，決定回到原主人身邊向夏美道別，並向她道謝。角色造型曾刊登於《Keroro Land Vol.4》的封面，同時亦設定參與「那個時候的Keroro軍曹」系列。
- Gyororo（ 　配音：日本→平田宏美；台灣→錢欣郁；香港→黃玉娟）

在動畫版159話和161話以雙眼登場，188話與Nuyiyi一起登場。體色是淺藍色，肚子和額頭，尾巴，帽子二边有像眼珠的記號，未成年，與幼年期的K隆星人一樣有尾巴，帽子是綠色。性格陰險狡猾，不過，他對Syurara忠心耿耿，稱Syurara為「Syurara先生」，替好戰而且冷酷無情的Syurara軍團收集Keroro等人的情報。在188話中操縱Nuyiyi攻擊Keroro等人，但最終被Nuyiyi背叛。Keroro於是用了Kululu的新發明「肥皂泡tonda槍」放出特殊泡沫把Gyororo困在泡沫內。角色造型曾刊登於《Keroro Land Vol.8》的封面，沒有參與「那個時候的Keroro軍曹」系列。
- Kagege（ 　配音：日本→古川登志夫；香港→李錦綸）

在動畫159话和202話登場，於syurara軍團的藍星基地地下室現身，自稱是syurara軍團的最後王牌，只有左眼和围巾，双手衬有黑色，可以隨意操縱影子并潜入影子，是和jirara学来的。失去光時眼就會發光，並失去操縱影子的能力。角色造型曾刊登於《Keroro Land Vol.9》的封面。
- Yukiki（ 　配音：日本→丸山詠二；香港→葉振聲）

在動畫版202話登場，登場的時間是春天。以「降下大雪山的yukiki」身份登場。是冰凍K隆星人，令日向家被雪掩蓋，曾被誤會是雪人。為引誘Keroro去收Syurara於過年時寄的賀年卡，向Keroro挑戰時，一直提出以過年相關的活動競賽，而被Keroro嘲笑過，最後以壓歲錢成功喚醒Keroro要收賀年卡的記憶。不过被Kululu溶掉了，但仍可以頭上的帽子形態移動。

### 其他
- Keroro上尉

原為K隆軍藍星侵略小隊Giroro親哥哥Galulu準備的複製隊員。
動畫版的Keroro上尉是Galulu把Keroro的身心恢復到剛登陸藍星時的身心後所創造的「超巨大化Keroro」（失去與冬樹的記憶），外型與原來的Keroro基本上只有黃色帽子變成白色頭盔的分別（仿照自機動戰士鋼彈裡的夏亞·阿茲納布爾，沒有眼罩），像小時候的keroro。後來因為被日向冬樹感動而恢復原樣。
漫畫版的Keroro上尉為變身體，並沒有「上尉」階級，帽子和「Keroro軍曹」一樣。本尊「Keroro軍曹」變回原樣的方法未知。
- 黑暗Keroro/Keroro大軍曹（　配音：日本→渡邊久美子；台灣→雷碧文；香港→周文瑛）

黑暗Keroro的造型跟Keroro一樣，是一個黑暗的K隆星人（事實上黑暗keroro是由Kiruru製造的王）。黑暗Keroro擁有自己的小隊，其他隊員為Doruru、Shivava和Miruru。迥異於Keroro的輕浮，他的個性較為冷靜沉著，但也很狂傲。對冬樹與Keroro的友情非常感興趣和妒忌，甚至破壞他們的關係。
體色為深綠色，頭上的帽子是灰色，眼球是紅色，有黑眼圈，身上掛著紅色的斗篷。角色造型是由吉崎觀音親自監督。
- Doruru（　配音：ルー大柴；台灣→陳宏瑋；香港→黎美言）

Keroro大軍曹小隊的重裝備兵，身體多個部位被武器化的K隆星人，性格冷酷。曾經是K隆軍訓練兵，因為放火燒森林屢勸不聽而被隊上開除。人稱「狂傲的重裝備兵」，跟Giroro同梯受訓。從Keroro Land選出。
- Shivava（　配音：日本→高山南；台灣→錢欣郁；香港→張紋嘉）

Keroro大軍曹小隊的超近戰兵，造型像孫悟空的K隆星人，個性自大。自稱「仰天大聖」，讓Tamama十分不滿，從Keroro Land選出。
在漫畫版中是法外K隆人第二號成員，為K隆軍直轄處分設施－「密鎖☆之星」的管理者，負責看管被關押其中的漆黑之星，自身也曾經在裏頭被關過，雖然戰鬥力相當高強，卻不敵毀滅時代產物的漆黑之星而讓其逃走。
- Mirara（　配音：新垣結衣；台灣→龍顯蕙）

第一位審判者K隆星人，初登場時是K隆星的古代兵器研究家，實際上是K隆星自動判別型侵略武器「Kirumira」審判者K隆星人，也是封印Kiruru的鑰匙。頭上有「○」印記。
- Miroro（ミロロ)(艾法的利刃技師)

第二位審判K隆星人，有被提起到，但動畫與劇場版尚未登場過，僅在漫畫版登場，標誌為「□」研究藍星究極古代遺跡
傳說中魔鬼Miroro少校。
名單:
1.天柱x3
2.古代海底遺蹟x10
3.古代魔族遺蹟x3
- Miruru（　配音：堀江由衣；台灣→龍顯蕙；香港→張惠雅）

第三位審判K隆星人，Keroro大軍曹小隊的作戰參謀，其頭腦能與Kululu匹敵。有著K隆星人不會有的羽毛尾巴。臉部部分特徵和服裝跟娜絲卡相似。也是第三個Kiruru的審判者K隆星人（系統精靈），標誌為「△」。
- Kiruru（　配音：小木博明、矢作兼（巨大化））

人造K隆星人，沒有自我意識（除了第一隻），為K隆星究極古代兵器，總共有三隻（架），分別為「孤立敵人」、「侵略破壞」、「完全的支配者」，現已被KERORO等人以及二位審判者K隆星人封印和打敗，有一隻則被Maru跟Meru消滅掉，標誌為「✕」。
- K隆軍總部最高司令（　配音：銀河萬丈、潘惠子、矢作兼）

目前僅以黑影方式出現，身披披風，頭上有著尖角，無法確定是頭盔或是身體構造。改編自漫畫137話的動畫243話似乎將其稱為大佐。
長期待在K隆星宇宙侵略軍總部指揮，曾下令Garuru小隊前去處理古代K隆軍的負面遺產。對於部下僅派F級的Keroro小隊侵略藍星是否妥當，他認為藍星情況複雜，即便A級小隊也不見得能做得比F級小隊好。亦是接受Keroro定期侵略報告的人，但對大多數的報告也感到無言。
漫畫184話至185話受命於大本營的決定，親自前往藍星執行傳送及轉達Keroro小隊第貳小隊的派遣事宜，似乎跟Kululu有交情。
- 暗殺者四天王(日)

- {鬼}

- {傀儡師}

- {劊子手}

- {XX師(極機密)}

## Keroro小隊的相關親人

### Keroro家
Keroro的父親（　配音：日本→緒方賢一；台灣→曹冀魯；香港→馮錦堂）
全宇宙最有軍曹風格的人。過去風格冷酷無情，真實身分為傳說中的「魔鬼軍曹」，但現在的樣貌卻像一個普通的中年大叔。從小看著父親背影長大的Keroro，對他十分敬畏。動畫143話與Giroro（Galulu）的父親一起去熱海泡溫泉，也給過夏美與冬樹姐弟倆紅包，讓他們成為第一次收到外星人給壓歲錢的地球人。
- 關於Keroro父親的傳說：在三星期的戰爭中擊沉5艘敵戰艦、在第三次的穆魯戰役中全數殲滅敵人三個中隊、在第四次的穆魯戰役中捉拿敵軍的司令官、在大不列顛作戰中投落到海、攻陷所黎門要塞，甚至是討伐毒蛇一族等，令他成為毒蛇一族唯一恐懼的K隆人。

（註：還有其他有關Keroro父親的傳說在動畫版143話中出現，但被Keroro父親的人影掩蓋）

Keroro的母親（　配音：日本→千々松幸子；香港→劉惠雲）
keroro劇場短篇登場和動畫313集出現，和keroro很像，典型的家庭主婦，但她是機器白痴。

Keroro的祖父（ケロロの祖父）
keroro曾說起自己有祖父，不過未在漫畫、動畫出現。

### Giroro／Galulu家
Giroro／Galulu的父親（ギロロ／ガルルの父）
動畫版中Giroro（Galulu）的父親曾與Keroro的父親去熱海泡溫泉。曾經以怪物來教導兒子＂世上沒有免費的午餐＂的道理，把兩兄弟玩死。

### Dororo家
Dororo的母親（　配音：日本→渡邊久美子，香港→沈小蘭）
Dororo的媽媽居於K隆星，家裡十分富有，常常對跟Dororo成為朋友的Keroro等人鞠躬道謝，由於不知道Dororo已經改了名字，所以還是會把Dororo喚作Zeroro。表面上載著口罩很虛弱的樣子，實際上身手很了得，曾以平底鍋打退敵人，令Giroro等人十分驚訝。根據Keroro的說法，Dororo的媽媽曾經是K隆軍中一名頂尖暗殺兵及首席特工，曾經以一人之力將敵方整個軍團所有士兵全數殲滅。
Dororo的父親（ドロロの父）
Dororo的弟弟（ドロロの弟）

### X1
在動畫版189登場。K隆軍密探特殊任務班裡最強的部隊，創辦人是Jirara大尉。Dororo（Zeroro）兵長和Zoruru兵長也是這個部隊的隊員。X1里共有6名隊員，其他三名不明。常讓成員（連自己）互相殘殺以提升實力，因此Dororo兵長稱這個部隊為「可怕的部隊」。
Jirara大尉（　配音：池田勝→矢田耕司）
目前為宇宙逃兵。體色為紫藍色，記號是一個小紅圈，有「頂尖暗殺者」的稱號。個性冷酷無情。是K隆軍特殊精銳部隊刺客的隊長。同時也是K隆軍密探特殊任務班「X1」的創辦人和領導人，還是Dororo的舊上司。年齡不明，但從他所說自己的人生剩下不多，可得知他已經邁入高齡。懂得使用大量暗杀者忍術，例如：可以發射激光捆住對方、使用別人的聲音來打電話、利用對方的影子來操縱對方等技術都懂得使用。
漫畫140話在Dororo的回憶中出現，畢業式裡說Zeroro心地善良，不足領悟暗殺奧義，建議在一般士兵的領域發揮。
對Giroro兄弟倆似乎有些認識，跟Giroro對戰時以壓倒性實力將他徹底擊敗，並說道：「跟你哥哥Galulu比起來，你只是二流角色。」
Dororo兵長（Zeroro二等兵）（ドロロ兵長（ゼロロ二等兵））
當年的Dororo兵長，受過Jirara大尉如煉獄般的試驗。
Zoruru兵長（ゾルル兵長）
當年的Zoruru兵長，常與Zeroro互相交戰。
Girara
Dasasa
Tosasa
外號:小露/蛇尾神秘人(Jiroro少校)
心地善良，不足領悟暗殺技術奧義,利用自製設計忍具的技術來左手操縱對方等影子技術都懂得使用,{座右庭:敬業精神\洗雪業界\獎金只是獵殺對象},並說道：「跟你哥哥蛇尾比起來，你只是二流等級角色。」。

### Geroro艦長／Geroro酋長相關
Geroro酋長／艦長（　配音：柴田秀勝；香港→鍾鎮濤）
動畫版中Keroro等人平日收看的動畫「Geroro艦長」主角，Keroro是該動畫的影迷。故事裡Geroro艦長的部下是Kiroro戰鬥班長，大體上戲仿「宇宙戰艦大和號」。由於原本漫畫版中使用的「酋長」一詞在日本屬於「禁止播放用語」，所以在動畫版中以「艦長」一詞取代。

### 其他K隆星人
Karara（　配音：日本→野田順子；台灣→龍顯蕙；香港→雷碧娜）
動畫版的Karara誤打誤撞跑到地球，假裝要加入Keroro小隊。後來愛上Tamama，回K隆星後不久又私自跑回藍星要與Tamama結婚。因為自己的父親追上來時被Kululu擊退，轉而迷戀Kululu。結束成為Kululu新娘的課程後，再回藍星要與Kululu結婚，被Kululu拒絕、捉弄。之後參觀地下基地時，與Taruru意圖侵略藍星，操作Keroro的機器人時發生事故，由於為Dororo所救而愛上Dororo。被偽裝成威霸的Keroro誘拐後，Dororo進行攻擊時，因為剛好被Giroro接住而又愛上Giroro。因為753而再次來到地球要與Giroro結婚時，被Giroro以「我已經有夏美了」為由拒絕。接著她和Chiroro碰頭，並且努力讓眾人大笑，Karara以為是Keroro的幫助，於是又愛上Keroro。漫畫版只是幼年組訓練的小鬼，但在動畫版是Dobaba實業（K隆星第一大企業）的千金大小姐。
Chiroro（　配音：日本→桑谷夏子；香港→張頌欣）
Karara的雙胞胎姊妹兼好朋友。打招呼時會說夏威夷語「Aloha」（你好）。動畫版和Karara一起學習忍術，以女忍者形象登場，喜歡威霸；漫畫版和Karara在第11冊第90話第一次登場。
Keroro的上司（　配音：潘惠子；香港→謝潔貞）
第51集當中，在寢室中通知Keroro回K隆星進行身體檢查的人。
Keroro的軍校教官（　配音：日本→小山茉美；香港→黃鳳英）
十分嚴格的教官，在Keroro的回憶中彷彿惡魔化身。除了會把訓練生帶到森林深處受訓外，更會把不敢練習跳傘的訓練生踢下飛機。
Keroro幼年期的軍校教官（　配音：?）
十分善良的教官，眼鏡均與《奇天烈大百科》中的木手英一類似。
Dobaba（　配音：柴田秀勝）
Karara的父親，Dobaba實業董事長，K隆星首富。
Kiruru.（　配音：藤田圭宣）
以侵略倒數時鍾（Keroro曾在一次月球歷險中，知道它擁有意識和移動能力）作為培養容器，發生錯誤後製造出來的Kiruru不完全複製品。印記為「△」，以優柔寡斷作為能量。不但個性溫馴，更和Keroro形成寵物與主人的關係（Keroro稱它為「馬修（マッシュ）」。曾把在月球中缺氧的Keroro等人救回地球，最後還使K隆軍總部不再干涉Keroro小隊的侵略行動。
Namumu
原作151話登場，前K隆軍特務曹長，也是前附屬忍聽組織「泰連」的現任領導人（變化成慈祥老人）。曾與幽靈少女庇護的河童為同一小隊成員，但因做為隊長的河童失誤而脫離軍籍並毀了K隆軍總部資料後而留在地球，正在策劃「GR計畫」，而Keroro的☆奪取中止為計畫的第一部分。角色設定來自七人之奈奈中奈奈的祖父鈴木六造(變身後)。
Urere（　配音：日本→關俊彥；香港→蘇強文）
在動畫版145集登場，K隆星的「專業侵略者」。可以即時因應星球而制定不同的侵略計劃。體色為淺紫色，左手有戴手環，帽子上的記號是「！」（肚皮上則是倒反的記號），戴著附有麥克風的耳機帽（類似Kululu的帽子）。職業侵略者，專門為僱主規劃侵略方案，但並非K隆軍成員。被譽為「超級菁英」(Super Elite) 、「紅牌侵略者」，是宇宙間所爭相邀請的顧問。因為行程十分緊湊，「下個星期還得要侵略五個星球」，因此在被K隆軍僱用後，只在Keroro小隊待了一天便離開。Keroro起初對其能力並不相信，但在聽完了Urere所做的相關侵略方案的簡報之後，就先刻意駁回，然後企圖在他離開後，立即使用他所提供的方法進行侵略，不過由於Urere已經快一步使用該方法，成功侵略其他星球，Keroro因此被宇宙警察Poyon以盜用的罪名逮捕，這是宇宙警察Poyon第二次鎮壓Keroro（上一次是60集）。在234集表示完成13796件侵略文件。解決方案計畫名字是從日文漢字的讀音（ = ）演化過來，有著“出售”的意思。
Jyoriri（　配音：日本→菅原淳一；香港→李錦綸）
在動畫第162集首次登場，體色為淺綠色，額頭上的記號是一個「J」形的漩渦記號。在Keroro小時候遇到的一位大叔，在口周圍留著蓬鬆的鬍鬚。最喜歡把腳踏高，再摸著滿是鬍子的下巴，說一些別人聽不懂的話。動畫第187集開始居住於藍星，另外也曾出現於動畫第176集、第214集等。角色造型曾刊登於《Keroro Land Vol.10》的封面，同時亦設定參與「那個時候的Keroro軍曹」系列。
Mushishi（　配音：日本→飯塚昭三；香港→張炳強）
在動畫版181集登場，體色為藍綠色，懂得使用昆蟲的暗殺者。額頭上的記號是一個類似昆蟲的圖案，在口附近留著鬍鬚。由於喜愛宇宙昆蟲。所以頭的部分不是帽子而是盛載著很多昆蟲的青綠色昆蟲箱。
超級塑料模型大魔王（　配音：日本→過村真人；香港→陳卓智）
在動畫版191集登場，體色是暗綠色，額頭和肚子上沒有記號，但帽子有星形記號（這個星形記號分為一半，右面是淺藍色，左面是紅色）。他背部披上寫著「百」字的黃色的斗篷。帽子與常規的K隆星不同。口的部分與∀GUNDAM相似。為了告訴Keroro「享受製作塑料模型」而登場，並不是製作塑料模型的技術特別好。他製作的塑料模型個性突出，技術和質量都十分專業。令Keroro重新體會到「製作塑料模型的快樂」。Keroro推測著他是不是「晚年的自己」。
Sababa（　配音：佐佐木望）
在動畫版220集登場，身體是砂礫構成的古代人造K隆星人。額頭和肚子上的記號是一個類似盤旋的蛇圖案，右手裝備鉤丁，能製造砂分身、吸收生物會巨大化。古埃及時期封印在金字塔裡，Keroro無意間踩到地板的開關、釋放Sababa出來。Sababa並以Keroro為主人，之後Keroro要求Sababa建造自己的獅身人面及金字塔，Sababa卻建造自己以示反叛，此時冬樹發現了Sababa的秘密，卻不小心被Sababa吸進體內，不過已成功瓦解Sababa並拿到核心，後來被封印在沙漏裡成556的杯麵計時器。
Meruru（　配音：日本→松岡由貴；香港→黃紫嫻）
動畫版第228集登場。女性K隆星人，體色為桃色，帽子和Pururu一樣、只是藍色和下垂角，是一名郵差。正式頭銜為「K隆星郵政部郵政局宇宙偏遠地區之郵件傳送員」，人稱「流星Meruru」。態度相當的敬業，用盡各種方法也要將信件送到收件人手上。
Shipepe（　配音：無）
動畫版第228集登場。K隆軍幼年訓練所Keroro的同班同學，只是以Keroro信件中的寄件人登場。體色為淺紫色，額頭和腹部有一個像膠布的記號（橫寬的圓形），鼻子貼著膠布。信件的內容是訓練所畢業典禮的前一天與Keroro和同學們吃拉麵，但Keroro好像沒有付拉麵費。Shipepe問Keroro能否把錢還給他。Keroro超劇場版2《Keroro回到未紅時》中Shipepe也曾登場，但那時的名字是「Shupepe」。
Kikaka（　配音：茂呂田薰）
動畫版230集登場，非真正的K隆星人，是年幼Kululu把萬能兵器化飲料納米拉加入到玩具身上，而變成的機械型兵器。體色為暗金菊色，帽子上有一對孔雀藍像角的東西。眼睛為紅色，右眼是描準器，可以分析不同的東西，左眼為黃色的「∴」圖案。無記號，Zeroro（Dororo）為了令Kikaka不再胡亂使用電子光槍，所以用顏色紙在他的額頭上弄了自己的記號，頭部和腹部也能夠伸出很多不同的武器。例如：竹蜻蜓、電子光槍。（在動畫版230集中，Kikaka曾使用電子光槍來斟橙汁給Keroro們喝。由此可見，Kikaka的電子光槍還有其他用途。）最後和Kiruru戰鬥中同歸於盡變回玩具。
Bariri准尉（　配音：成田劍；香港→張裕東）
動畫版239集登場，K隆軍高級幹部候補。相親過程中愛戀Pururu看護長，自從被Pururu甩了之後就完全變了一個樣，常會用食物來比喻一些事情，在344集成功邀請Pururu看護長吃飯。
Geriri少佐（　配音：堀川亮）
動畫版284集登場，K隆軍高級幹部，前來視察Keroro小隊有沒有認真侵略。後來遭K隆軍開除。
真人版Keroro 配音不明
在動畫KEROKERO30分鐘（第293集）的電影出現，但非常噁心至極。最後被現實世界的KERORO說最好別上映了而永遠不見天日。
Zurara（　配音：熊井統子；香港→楊善諭）
動畫版285集登場，小時候常來幼年Keroro等人的公園挑釁決鬥。
Gururu（　配音：橘U子；香港→何璐怡）
動畫版285集登場，小時候常來幼年Keroro等人的公園挑釁決鬥。說話時習慣在句尾加上「でヤンス（日本）」
Onono少尉 （ 配音：小山力也；香港→李錦綸）
動畫版300集登場。
獨自一人創造了優異的成績，傳說中的少尉，武器為來福槍，其侵略哲學為不做無謂的破壞便完成侵略。
其實力超群，面對遭Kiruru系統控制的Keroro小隊全員襲擊仍不落下風。
在晚上登場時偷了日向家人的私人物品，因飛船燃料用盡變成自動睡眠模式，掉落在藍星後沈睡多年，任務是試驗Kiruru系統試做機，因Kiruru系統啟動讓Keroro小隊成為了無自主意識且不擇手段的侵略戰士，並展開了有違Onono侵略哲學的行動且抓捕了夏美和冬樹作為人質，因此出手制止並親手破壞了Kiruru系統。
最後忘記加燃料而又變成自動睡眠模式，因此又必須沈睡好幾年了。
Chibaba（ 配音：佐佐木望；香港→張方正）
動畫版302集登場，宇宙電影製片人，前來拍攝Keroro小隊等人的電影。
Nobibi （　配音：日本→折笠愛；香港→何璐怡）
動畫版305集登場，體色為青色，個人標誌為鉛筆切一半的形狀，還是幼年，為角山木子常提起的人。
Darere （ダレレ）配音：日本→上田祐司；香港→關令翹）
動畫版332集登場，逃兵，有變形的技能。
Orara （オララ）配音：日本→野沢雅子；香港→黃玉娟）
動畫版347集登場，體色為紅色，格鬥家氣質，給人的印象就是七龍珠裡的悟空，名字源自於日文的氣質（オーラ）。
Nabebe（　配音：日本→田辺誠一；香港→葉振聲）
動畫版352集登場，是一位黑暗火鍋奉行。藉由黑暗火鍋讓參加火鍋宴的人，將某人心裡的黑暗從火鍋裡挑出來。並交此人讓他吃下自己的黑暗，吃下後會讓人很痛快。
DK-666（配音不明）
動畫第357集Kiruru製造的王。性格冷酷至極，最後戲份被Keroro的爸爸取代。

## 那個時候的Keroro軍曹登場人物
（註：「那個時候的Keroro軍曹」是從未在漫畫和動畫中連載。內容與漫畫和動畫無關）

### 第一季
Keroro小隊
- Keroro（ケロロ）上尉

- Saruru（サルル）

- Inunu（イヌヌ）

- Toriri（トリリ）

- Nuii（ヌイイ）

在動畫版159話和188話與Gyororo一起登場。
Giroro小隊
- Giroro（ギロロ）淮尉 Giroro小隊

- Mukaka（ムカカ）

- Aruru（アルル）

- Hanana（ハナナ）

- Eruru（エルル）
- 動畫版 Giroro小隊於150集登場

Zeroro（Dororo）小隊
- Zeroro（ゼロロ）二等兵

- Tanunu（タヌヌ）上等兵

- Rirara（リララ）

- Tsunene（ツネネ）

- Fuwawa（フワワ）

Zoruru小隊
- Zoruru（ゾルル）兵長

- Goruru（ゴルル）

- Zarara（ザララ）

- Mokuku（モクク）

- Dokuku（ドクク）

Metata小隊（B.S團）
- Metata（メタタ）

- Myouu（ミョウウ）

- Chanana（チャナナ）

- Kabubu（カブブ）

- 魔破破（魔破破）

Firuru小隊
- Firuru（フィルル）

體育博士，很喜歡做運動，是一個足球迷。
- Metoto（メトト）

很喜歡做運動，是一個美式足球迷。
- Besusu（ベスス）

很喜歡做運動，是一個棒球迷。
- Bokaka（ポカカ）

很喜歡做運動，是一個拳擊迷。
- Piroro（ピロロ）

Madodo小隊
- Madodo（マドド）

K隆軍實驗部隊研究人員，Giruru、Dokuku、Nuii等K隆星人可能都是他之前的實驗品。Putata的畫筆可能也是他製造的。是製造Robobo們的科學家。Robobo M、Robobo E、Robobo D和Robobo P也是他的手下。
（註：Robobo是機器人型K隆星人。）
- Robobo M（ロボボM）

- Robobo E（ロボボE）

- Robobo D（ロボボD）

- Robobo P（ロボボP）

556小隊
- 556（556）

- Gitata（ギタタ）

- Mahaha（マハハ）

- Putata（プタタ）

### 第二季
- Keroro（AKR-SP）（ケロロ（AKR-SP））

Keroro（AKR-SP）是能飛行的兒童踏板車，速度很快。
- Giroro（G66式）（ギロロ（G66式））

Giroro的機器是一部重視火力的坦克，攻擊力很好。
- Zeroro（獵鷹）（ゼロロ（ファルコン））

這個是沒有裝置的滑翔機，穩定感很好。
- Metata（Ω）（メタタ（Ω））

這個是衝浪板型的兒童踏板車。
- 魔破破（紅）（魔破破（紅））

這個也是兒童踏板車。

### 第三季
- Garuru伍長（ガルル伍長）

這個時候的Garuru只是一個伍長。
- Kululu少佐（クルル少佐）

這個時候的Kululu是一個少佐。
- Tamama（タママ）

這個時候的Tamama未加入Keroro小隊。
kagege小隊
- Kagege（カゲゲ）

在動畫版159話和202話登場，介紹詳見Syurara軍團。
- Mekeke（メケケ）

在動畫版159話和161話登場，介紹詳見Syurara軍團。
- Yukiki（ユキキ）

在動畫版159話和202話登場，介紹詳見Syurara軍團。
- Ushishi（ウシシ）

- Takoko（タココ）

### 《Keroro Land》裡的登場人物
（註：《Keroro Land》裡登場的K隆星人是由讀者自行創作）

## 相關項目
- Keroro軍曹角色列表